# Place de la Liberté (Nantes)
Pour les articles homonymes, voir Place de la Liberté.
La place de la Liberté est une place nantaise.

## Situation et accès
Située dans le quartier Bellevue - Chantenay - Sainte-Anne, la place se trouve à l'extrémité nord-ouest du boulevard de la Liberté entre la rue de la Marseillaise et la rue de la Constitution.
Le côté est de la place est occupé par la mairie annexe de Chantenay. L'espace lui-même est composé de deux parterres de pelouse plantés de fleurs et de petits arbustes, séparés entre eux par une allée centrale orientée est-ouest aboutissant dans l'axe de l'entrée principale de la mairie. En outre, la place est plantée d'un groupe de huit arbres au sud constitué de six tilleuls argentés, d'un tilleul à petites feuilles et d'un cèdre de l'Atlas, tandis qu'au nord de la place on trouve un marronnier commun et un second cèdre de l'Atlas.

## Historique
La mairie de Chantenay fut inaugurée en grande pompe le 4 septembre 1903, en présence du maire de Chantenay-sur-Loire Paul Griveaud, et du ministre de la Marine et des Colonies Camille Pelletan. Ce sera le dernier acte significatif des édiles chantenaysiens qui souhaitaient marquer ainsi l'indépendance de leur commune face aux velléités expansionnistes de leurs voisins nantais. Ceci en vain, puisque l'annexion ne sera effective que cinq ans plus tard.